# Outaya grisescens
Outaya grisescens là một loài bướm đêm trong họ Noctuidae.